# Somatopleura

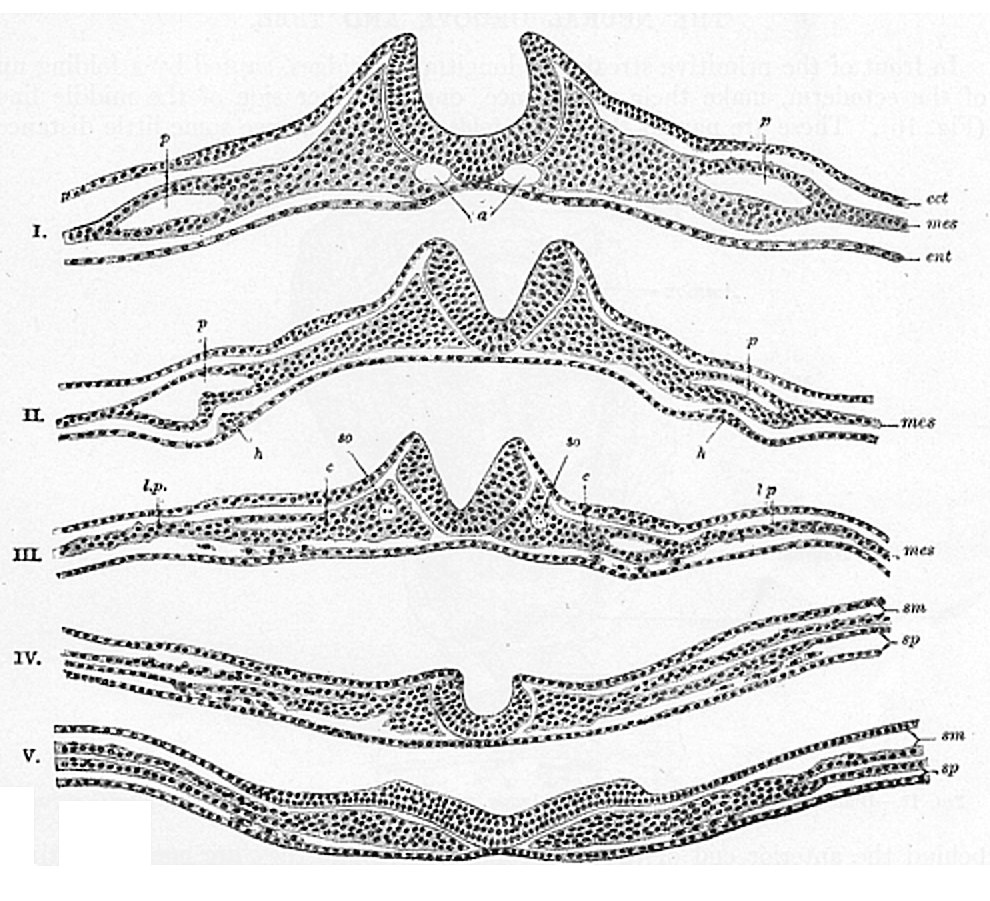

Na anatomia do embrião, a somatopleura é uma estrutura criada durante a embriogénese quando a mesoderme lateral se divide em duas camadas. A camada externa, ou somática, torna-se aplicada à superfície interna da ectoderme, com ela formando a somatopleura que por sua vez forma o sistema cardiovascular.